# Wiener Eislauf-Verein
Il Wiener Eislauf-Verein è una società sportiva austriaca, con sede a Vienna, dedita agli sport del ghiaccio. Fu fondata nel 1867 ed è una delle più antiche associazioni sportive del Paese.
È principalmente nota per la squadra di hockey su ghiaccio, che ha contribuito in maniera fondamentale allo sviluppo di questo sport in Austria e si è laureata complessivamente 14 volte campione nazionale. Nel 1940 ha anche vinto il titolo tedesco ed è stata dissolta nel 1992.

## Storia
Il club venne fondato nel 1867, occupando una zona del canale di Wiener Neustadt che era nel pubblico uso dal 1803. L'attività si concentrò sul pattinaggio e sugli sport del ghiaccio in generale.
Nel 1914 il Wiener EV si dotò di una sezione di hockey su ghiaccio. Nove anni più tardi, nel 1923, venne organizzato il primo campionato austriaco di questo sport, limitato alle squadre della capitale: il Wiener EV vinse le prime 9 edizioni e si impose nuovamente nel 1933, divenendo rapidamente la società più titolata d'Austria. In questi anni l'hockey su ghiaccio conobbe una diffusione e una popolarità tali da meritarsi l'appello di "calcio d'inverno". Nuovamente nel 1937 il club si laureò campione, nell'ultimo torneo disputato prima dell'Anschluss che comportò l'ingresso delle squadre austriache nelle file del campionato tedesco. Questo però non influì sulla competitività del Wiener EV, campione della "Grande Germania" nel 1940, seconda squadra viennese dopo l'Engelmann che aveva vinto nell'edizione precedente del campionato, battendo in finale il Berliner SC 1-0.
A guerra terminata, il campionato austriaco venne reistituito e il Wiener EV conquistò le edizioni 1946-1947 e 1947-1948. Nel frattempo, ospitava sulla propria pista della Freilufteisarena anche le partite casalinghe dell'Engelmann, motivo per cui, nel 1948, le due società decisero di fondersi in unico club denominato Wiener Eissport-Gemeinschaft. Il nuovo sodalizio vinse il campionato nel 1948-1949, 1949-1950 e 1950-1951; nello stesso 1951 venne dissolto e le due squadre tornarono all'attività. Il Wiener EV dovette attendere la stagione 1961-1962 per festeggiare un nuovo titolo nazionale, il 14° della sua storia, all'epoca record austriaco. Ancora oggi questo primato è stato superato solamente dal KAC (30 titoli).

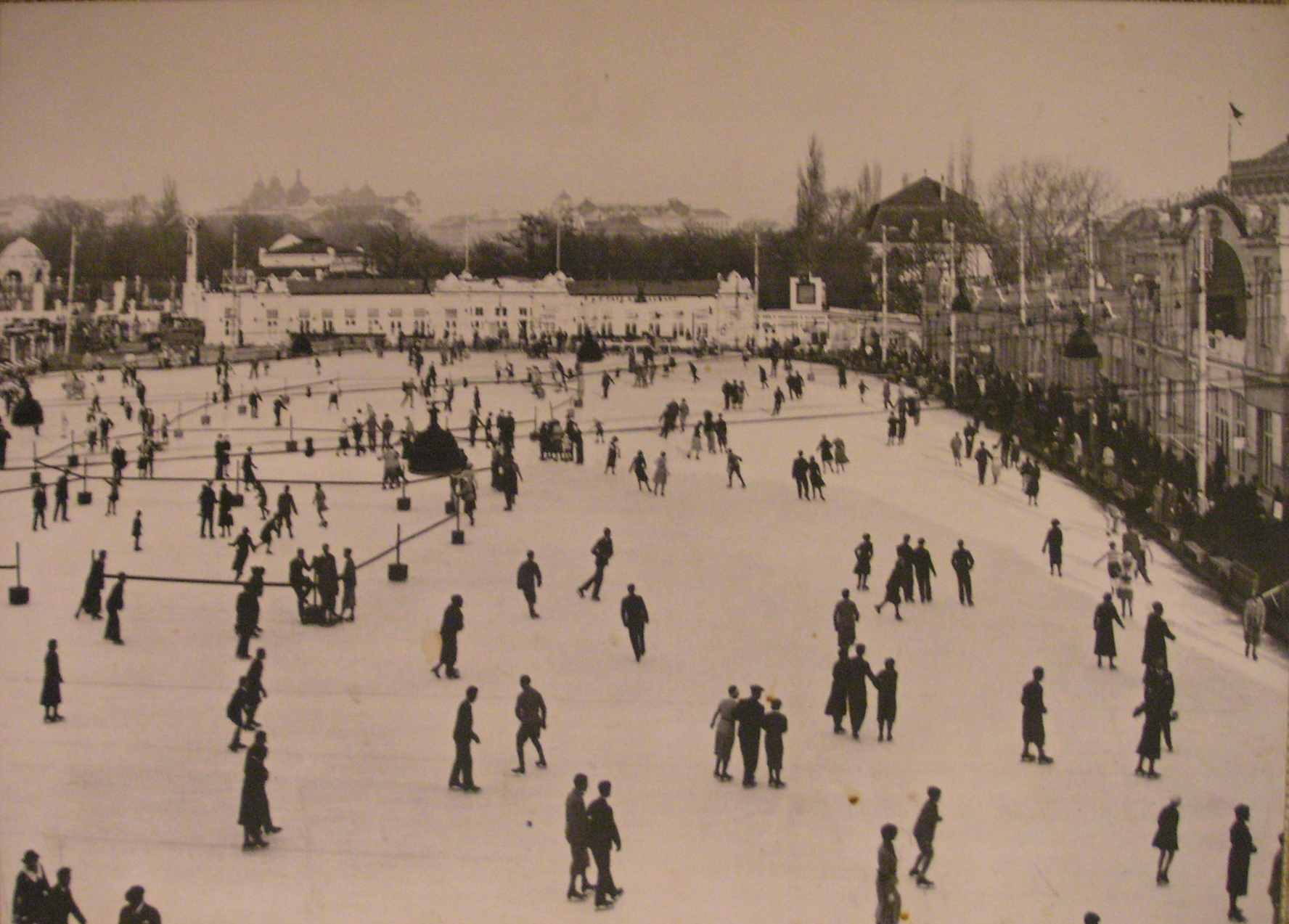
La pista di pattinaggio del Wiener EV

Nel 1966 il Wiener EV si trasferì nel nuovo impianto del Donauparkhalle, costruita due anni prima. Ma le stagioni dei successi erano ormai lontane, mentre il baricentro dell'hockey su ghiaccio austriaco si spostava verso la Carinzia con le vittorie in serie del Klagenfurter AC. Il 1967 fu l'anno del centenario del club, celebrato anche dalle poste austriache con l'emissione di un francobollo da 3 scellini. Nel 1979-1980 e nel 1980-1981 la squadra fu vice-campione, ma solo pochi anni dopo (1983-1984) retrocesse in Nationalliga. Dopo un solo anno il Wiener EV fu promosso nella massima serie, ma nel 1985-1986 concluse ancora all'ultimo posto il campionato. Solo un blocco delle retrocessioni impedì alla squadra di scivolare nuovamente in seconda divisione. Le stagioni 1986-1987 e 1987-1988 videro un Wiener EV rinnovato chiudere al 2º posto per due anni consecutivi, prima di scivolare al 5° nel 1988-1989. Nel 1991 il club abbandona la Donauparkhalle, che avrebbe dovuto essere demolita, per la più piccola Sporthalle Hopsagasse, contribuendo così a una sensibile diminuzione di pubblico. Ma al termine della stagione 1991-1992 la sezione hockey su ghiaccio del Wiener EV, così come quella del WAT Stadlau, viene chiusa definitivamente.
L'eredità del club (che continua ad esistere come associazione sportiva) passa al Clubeissport Wien, nato nello stesso 1992 per "fusione" del Wiener EV e del WAT Stadlau, società ormai non più in grado di sostenere i costi della partecipazione al campionato nazionale. Ma bisognerà attendere il 2005 perché il titolo nazionale torni nella capitale, dove mancava dal 1962, per merito dei Vienna Capitals.
La sigla WEV è stata utilizzata anche dal CE Vienna, ribattezzato Wiener Eishockeyverein nel 1997 per motivi di marketing. Dopo la chiusura di questa società nel 2000, la stessa storica sigla è stata impiegata da un club di puro settore giovanile, il Wiener Eislöwen-Verein, il quale ha schierato anche una squadra in Nationalliga dal 2003-2004 al 2006-2007.

## Pista
Costruita nella zona di Heumarkt (terzo distretto) nel 1900, su progetto in puro Jugendstil dell'architetto Ludwig Baumann, nel 1912 la pista del Wiener EV venne coperta e nel 1927 era la più grande del mondo. In quell'anno era stata ampliata e restaurata. Su parte dell'area originariamente occupata dal complesso sportivo, tra il 1961 e il 1964 è stato costruito un complesso alberghiero.
Il club si trasferì alla Donauparkhalle nel 1966. Questo impianto poteva ospitare circa 3.300 spettatori e servì da casa del Wiener EV sino al 1991, quando venne demolito. L'ultima stagione (1991-1992) vide le gare casalinghe del club alla piccola Sporthalle Hopsagasse.

## Palmarès

### Titoli nazionali
- Campionato austriaco: 14

1923, 1924, 1925, 1926, 1927, 1928, 1929, 1930, 1931, 1933, 1937, 1946-1947, 1947-1948, 1961-1962
- Campionato tedesco: 1

1940
- Campionato di Nationalliga: 2

1959-1960, 1984-1985

### Altri piazzamenti
- Campionato austriaco: secondo posto

1932, 1935, 1962-1963, 1979-1980, 1980-1981, 1986-1987, 1987-1988